# NGC 1416
NGC 1416 este o galaxie eliptică situată în constelația Eridanul. A fost descoperită în 1886 de către Frank Muller. Se află la o distanță de 29,13 de megaparseci de Pământ.